# Gare de Fujie
La gare de Fujie (藤江駅, Fujie-eki) est une gare ferroviaire localisée dans la ville d'Akashi, dans la préfecture de Hyōgo au Japon. La gare est exploitée par la compagnie Sanyo Electric Railway, sur la ligne principale Sanyo Electric Railway. Le numéro de la gare est SY 20.

## Situation ferroviaire
Établie à 15 mètres d'altitude, la gare de Fujie est située au point kilométrique (PK) 20.4 de la ligne principale Sanyo Electric Railway.

## Histoire
C'est le 19 août 1923 que la gare est inaugurée.
En 2013, la fréquentation journalière de la gare était de  1 545 personnes.
| 2010  | 2011  | 2012  | 2013  |
| 1 496 | 1 532 | 1 510 | 1 545 |

## Service des voyageurs

### Accueil
La gare est une halte sans service et sans personnel.

### Desserte
La gare de Fujie est une gare disposant de deux quais et de trois voies.
| N° de voie | Ligne | Direction       |
| ---------- | ----- | --------------- |
| 1          | Sanyō | Himeji - Aboshi |
| 2・3       | Sanyō | Kōbe - Ōsaka    |

Installations et desserte
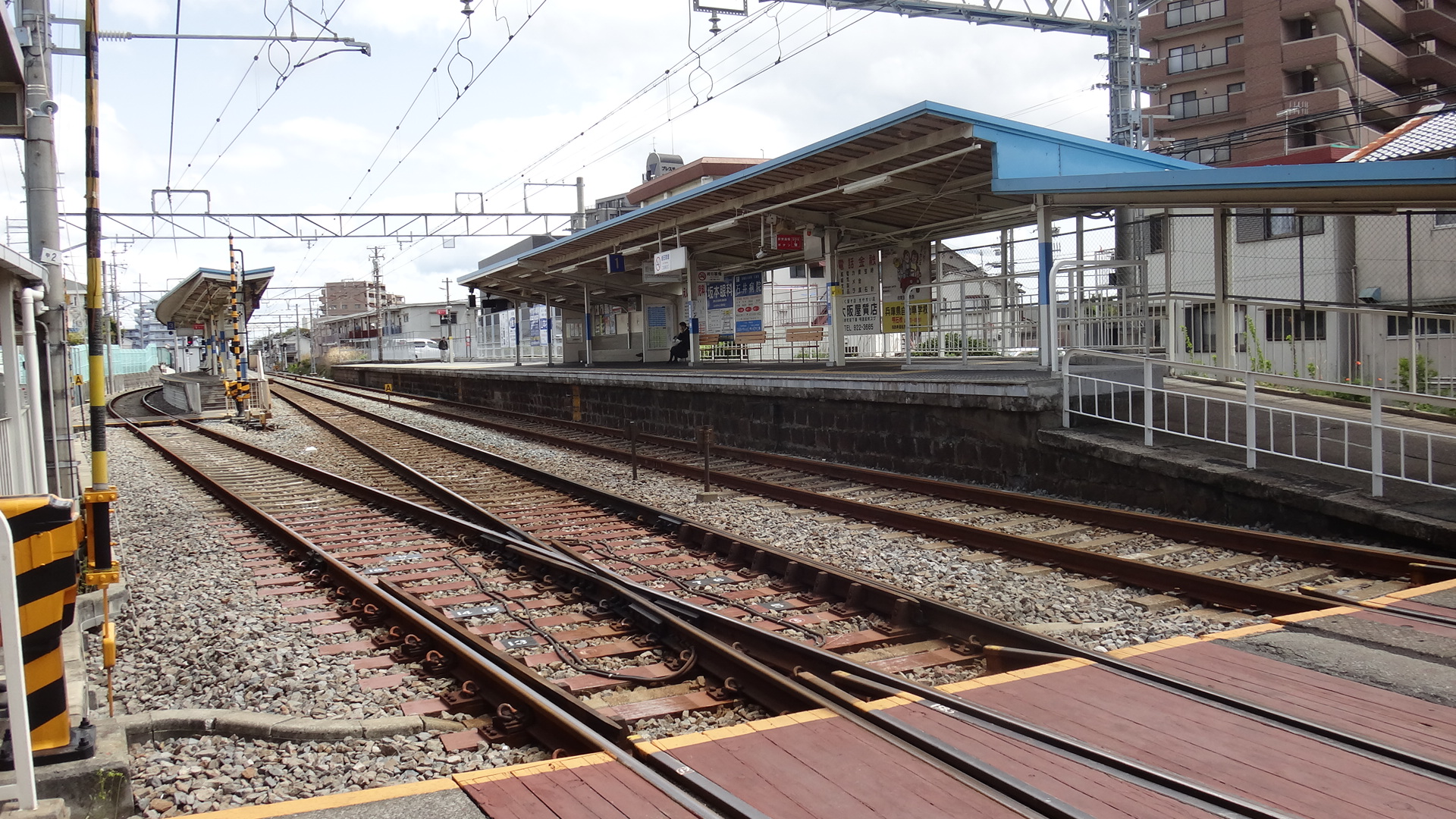
Voies et quais.
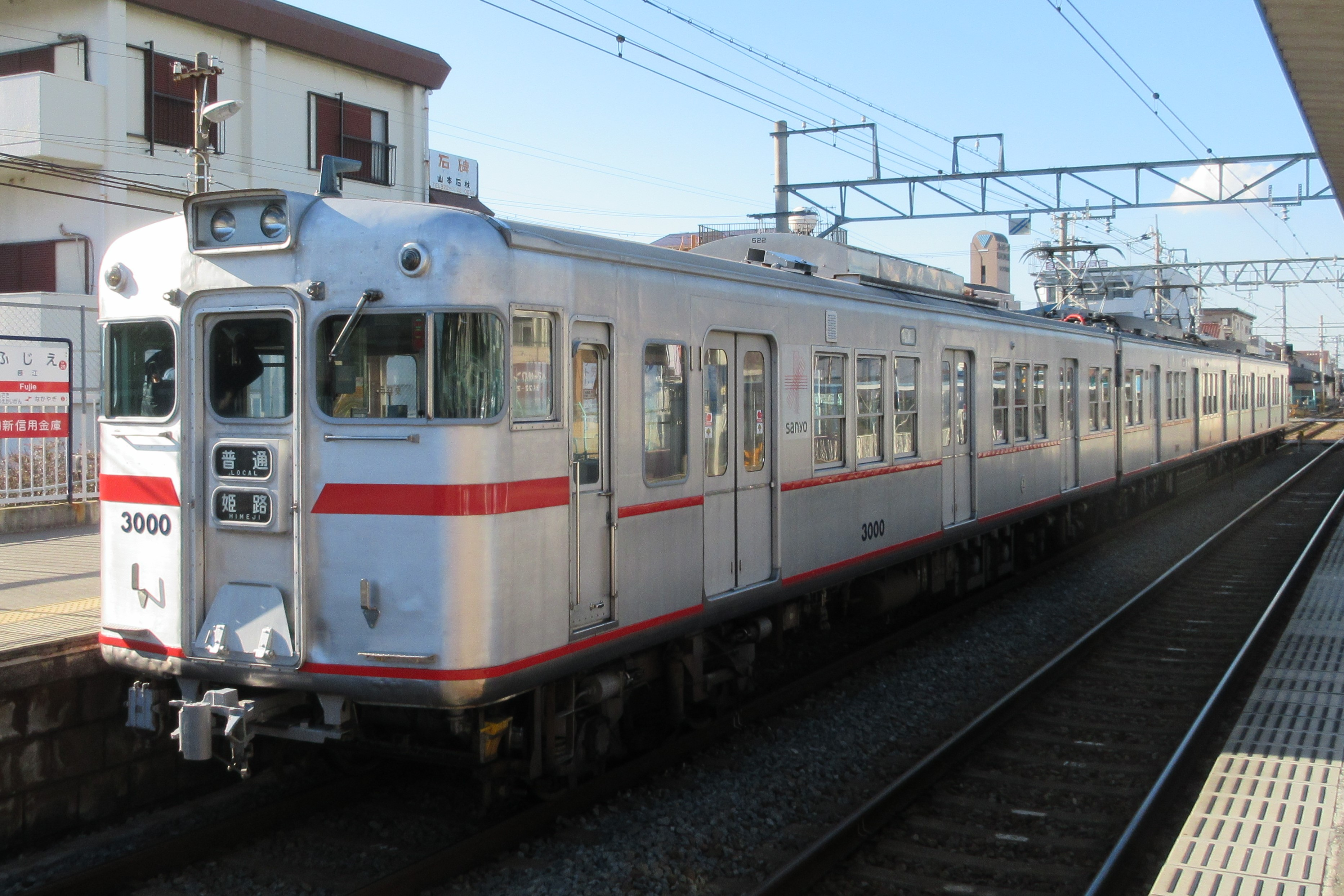
Train en gare de Fujie.
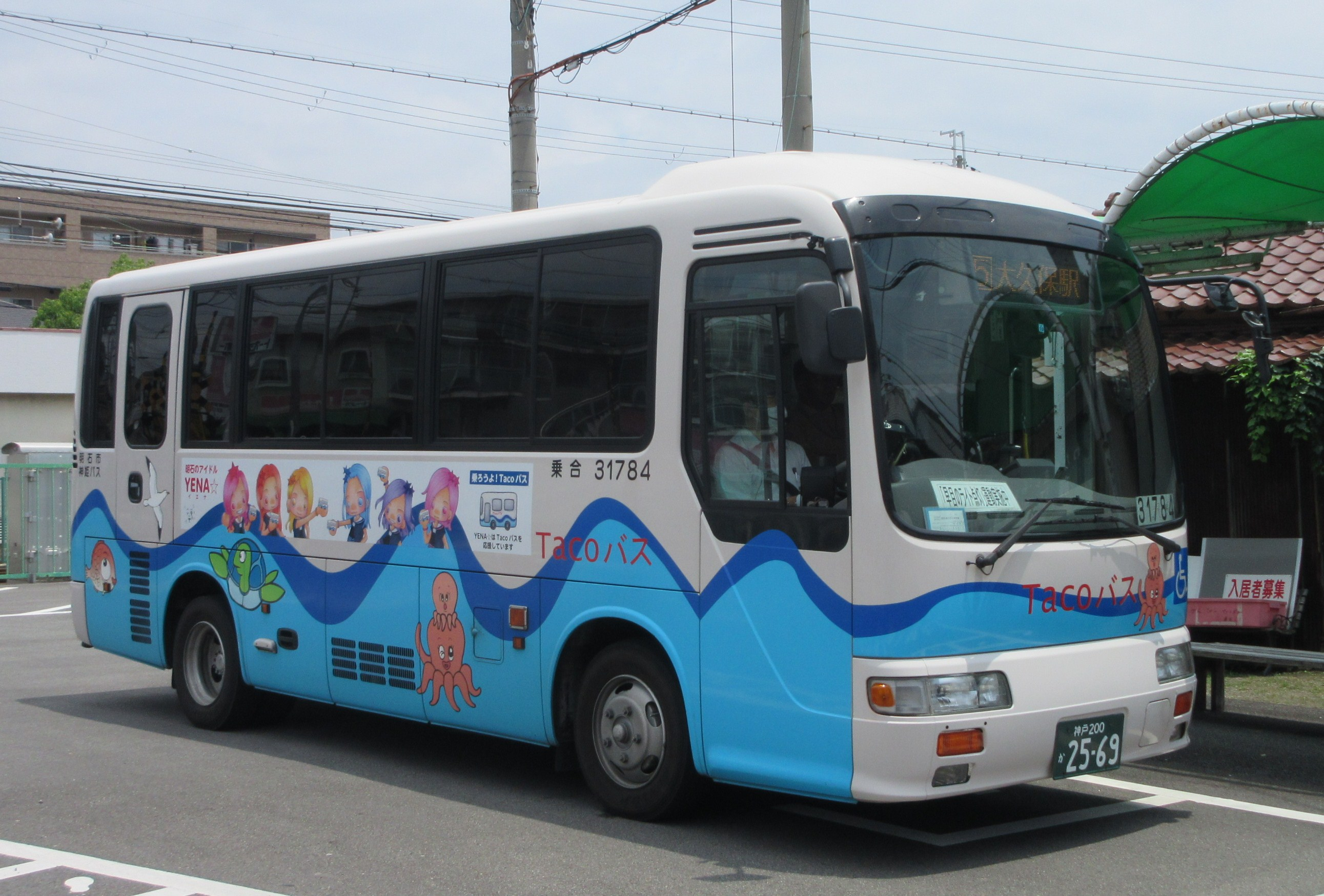
Bus Taco desservant la gare.

### Intermodalité

#### Bus
Des bus des compagnies Shinki Bus, Taco desservent la gare.

### Site d’intérêt
- Les sanctuaires shinto Sannō-gongen-jinja et Seiryū-jinja